# Aloe bullockii
Aloe bullockii är en grästrädsväxtart som beskrevs av Gilbert Westacott Reynolds. Aloe bullockii ingår i släktet Aloe och familjen grästrädsväxter. Inga underarter finns listade i Catalogue of Life.